# Lega linguistica balcanica
La lega linguistica balcanica (conosciuta anche col termine tedesco Balkansprachbund) è il nome dato all'insieme di somiglianze nella grammatica, nella sintassi, nel vocabolario e nella fonetica delle lingue della penisola balcanica. 
Bisogna notare che il numero di termini nel vocabolario comune è relativamente piccolo, mentre le grammatiche hanno un alto grado di somiglianza.

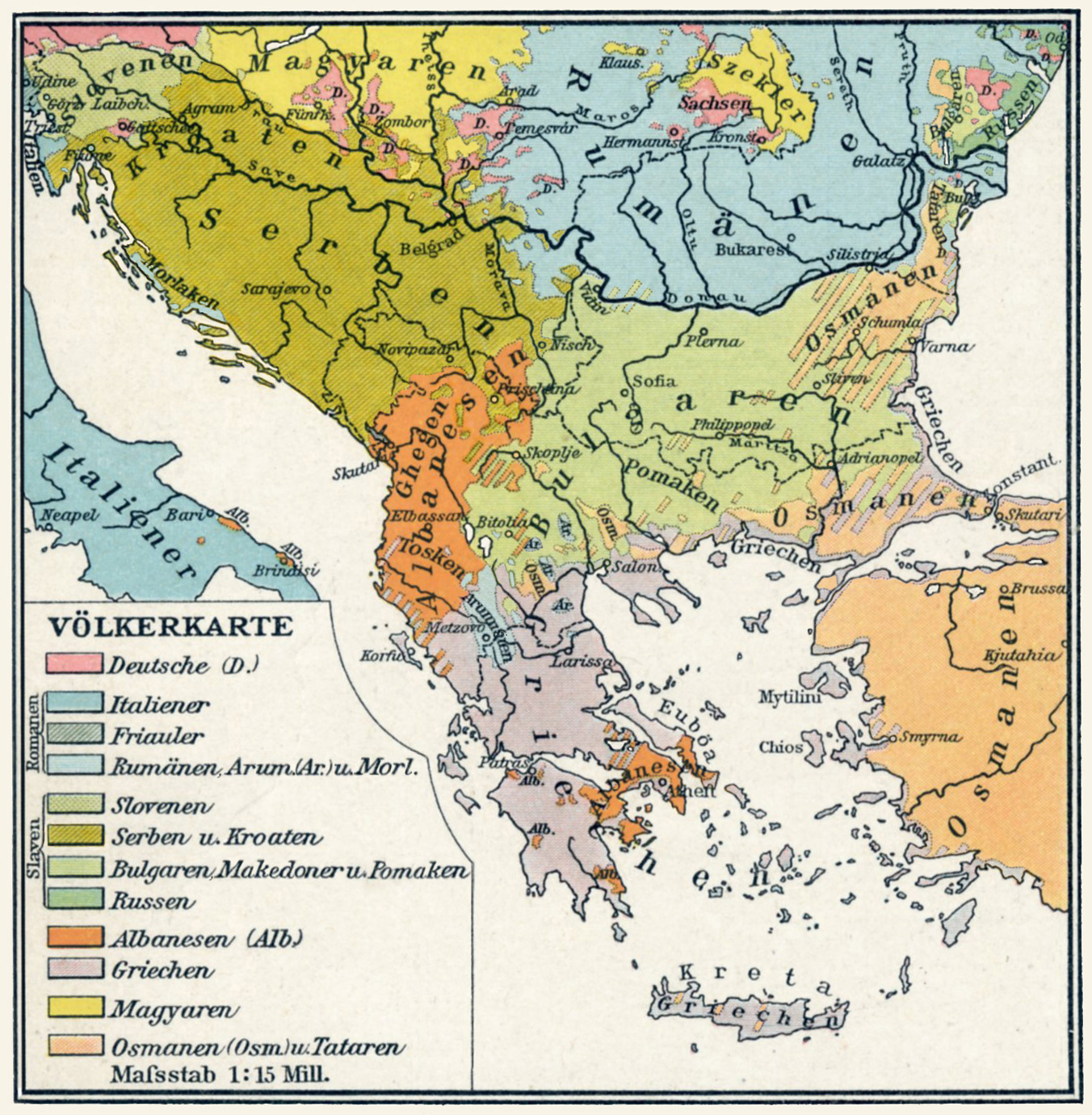
Le lingue balcaniche nel 1908

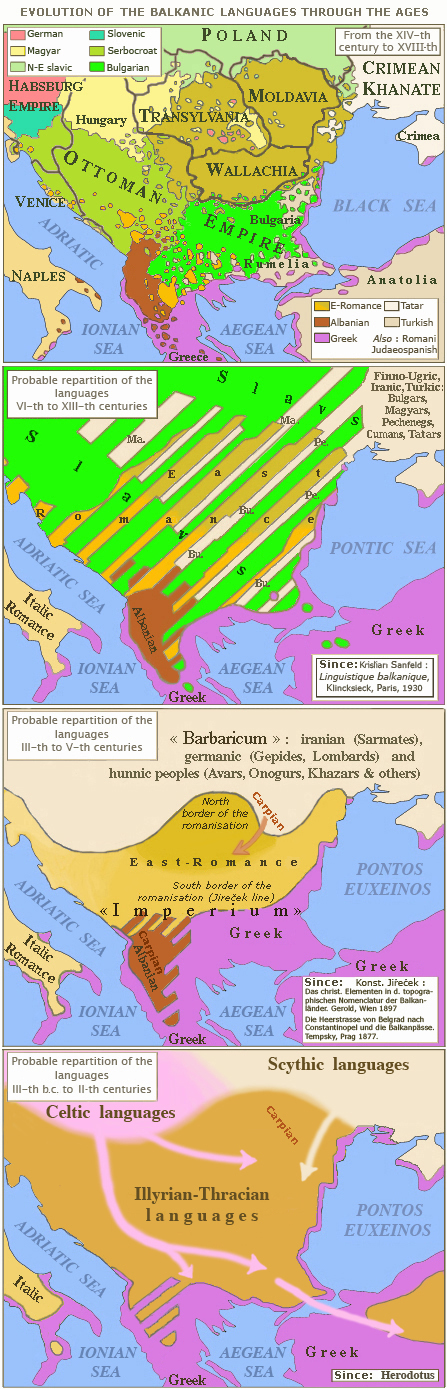
L'evoluzione delle lingue balcaniche, secondo Jireček, Gołąb, Sanfeld e Weigand

## Storia
Il primo studioso a evidenziare le somiglianze tra le lingue balcaniche, appartenenti per lo più a differenti sottofamiglie linguistiche, fu lo studioso sloveno Jernej Kopitar nel 1829, ma solo negli anni '20 e '30 del '900 la teoria venne sviluppata, con contributi importanti da parte di Nikolaj Trubeckoj, Gustav Weigand e di Kristian Sandfeld-Jensen.
Il termine «lega linguistica balcanica» venne coniato dal linguista rumeno Alexandru Rosetti nel 1958, quando affermò che le caratteristiche condivise conferivano alle lingue balcaniche uno speciale status di «lega». Theodor Capidan andò oltre, affermando che la struttura delle lingue balcaniche poteva essere ricondotta a una lingua standard.
Gli oppositori della teoria (come Alexandru Graur ed Andriotis/Kourmoulis) hanno affermato che l'uso del termine «linguistica balcanica» è inappropriato e che alcune delle proprietà si potrebbero spiegare da derivazioni interne indipendenti in ogni lingua, mentre per altri, è una mera reciprocità linguistica, che non è sufficiente per affermare che c'è una linguistica balcanica separata, come c'è una linguistica romanza, una linguistica germanica, ecc.

## Lingue
Le lingue che condividono queste similarità appartengono a cinque diverse famiglie del gruppo indoeuropeo:
- L'albanese (lingua illirica)
- Il greco moderno (lingua greca)
- Il rumeno, l'arumeno, il meglenorumeno e l'istrorumeno (lingue romanze balcaniche)
- Il bulgaro, il macedone, il dialetto torlak del serbo (lingue slave balcaniche)
- romaní (lingue indo-iraniche)

Comunque, non tutte queste lingue hanno lo stesso numero di caratteristiche condivise, perciò sono state anche divise in base al numero di elementi comuni con le altre:
1. Albanese, rumeno, macedone e bulgaro hanno la maggior parte delle proprietà in comune
2. Serbo (specialmente il dialetto torlak) e greco moderno condividono con gli altri un numero minore di caratteristiche
3. Romaní - condivide soprattutto elementi lessicali e la sostituzione dell'infinito con il congiuntivo.

Il linguista finlandese Jouko Lindstedt riordinò nel 2000 un "fattore di balcanizzazione", che assegna ad ogni lingua balcanica un punteggio proporzionale al numero di caratteristiche condivise nella lega linguistica balcanica. I risultati sono:
| Lingua                     | Punteggio |
| -------------------------- | --------- |
| Slave balcaniche           | 11,5      |
| Albanese                   | 10,5      |
| Greco e romanze balcaniche | 9,5       |
| Romaní                     | 7,5       |

Un'altra lingua che può essere stata influenzata dalla Lega Balcanica è il giudeo-spagnolo, variante parlata dagli ebrei sefarditi che vivevano nei Balcani. Le caratteristiche grammaticali condivise (specialmente nell'ambito del sistema temporale) sono state prese in prestito dal neogreco.

## Origini
L'origine di queste caratteristiche comuni è stata dibattuta a lungo, e varie teorie sono state suggerite.

### Trace, daco o illirico
Poiché la maggior parte di queste caratteristiche non si trova nelle lingue imparentate a quelle appartenenti alla lega balcanica (come le altre lingue romanze e slave) i primi ricercatori credettero che fossero state ereditate dalle antiche lingue indigene, come la lingua dei Traci, la lingua dei Daci e l'illirico, che formavano il substrato delle moderne lingue balcaniche. 
Comunque, poiché la nostra informazione su queste lingue è veramente scarsa, date le pochissime scritte che sono arrivate a noi, non si può determinare quali delle caratteristiche vi fossero presenti.

### Greco
Un'altra teoria affermava che tutte le influenze provenissero dal greco antico o bizantino, partendo dal presupposto che poiché la Grecia "aveva sempre avuto una civiltà superiore rispetto ai propri vicini", i greci non avrebbero mai preso in prestito caratteristiche linguistiche da essi. Di fatto nessun dialetto greco antico possiede queste caratteristiche e il balcanismo del greco sembra essere un'innovazione posteriore al periodo classico. Inoltre, sembra che il greco sia l'unica lingua periferica della lega linguistica, a cui mancano alcune caratteristiche importanti, come l'articolo posposto.

### Latino e romanze
L'Impero romano governò su tutti i Balcani e può essere possibile che una variante locale del latino abbia lasciato il segno su tutte le lingue balcaniche, che sarebbe diventato in seguito il substrato delle lingue slave che avrebbero occupato gran parte del territorio. Il punto debole di questa teoria è che solo poche di queste caratteristiche si trovano nelle altre lingue romanze. 
Un argomento per questo potrebbero essere i calchi strutturali dall'aromeno al macedone, cosa che può essere spiegata dal fatto che l'aromeno sia stato un substrato del macedone, ma ciò non spiega ancora l'origine di queste innovazioni nell'aromeno.

### Fonti multiple
La teoria più accreditata al giorno d'oggi afferma che non tutte le innovazioni provengono dalla stessa fonte e che le influenze tra le lingue sono state reciproche: si può riconoscere che alcune vengono dal latino, dallo slavo comune o dal greco, mentre altre, in particolare le caratteristiche che sono condivise solo dal rumeno, dall'albanese, dal macedone e dal bulgaro, possono essere spiegate dal substrato lasciato dopo la romanizzazione (nel caso del rumeno) o dopo la slavizzazione (nel caso del bulgaro). L'albanese è stato influenzato sia dal latino sia dallo slavo, ma mantiene molte delle proprie caratteristiche originali.
Un argomento a favore della teoria delle "fonti multiple" afferma che la storia turbolenta dei Balcani ha portato molti gruppi di persone nella loro storia a spostarsi verso altri luoghi della penisola, abitati da gente di diversa etnia. Questi piccoli gruppi venivano di solito assimilati velocemente e a volte lasciavano segni nella nuova lingua che acquistavano. Un'altra idea è che prima dell'era moderna, l'uso di più di una lingua era già comune nei Balcani e una caratteristica di una lingua si diffondeva velocemente nelle altre.

## Linea cronologica dei contatti
(in via di sviluppo)
I primi probabili contatti interlinguistici avvennero tra i proto-rumeni e i proto-albanesi, (I - V secolo d.C.), teoria supportata dal vocabolario albanese preso in prestito dal latino balcanico, così come il substrato rumeno, che ha parole di origine albanese. Dove fu l'area precisa dove il contatto avvenne è ancora un'ipotesi in discussione, spaziando dall'Albania settentrionale alla Transilvania.
Tutte le varietà linguistico-dialettali del rumeno (dalla Moldavia fino ai Valacchi in Serbia) fanno parte della lega linguistica, e ciò dimostra che il contatto avvenne prima che si separassero dalla lingua comune rumena. 
Il serbo fu probabilmente l'ultima lingua a unirsi alla lega, come mostrato dal basso numero di caratteristiche comune, la maggior parte delle quali solo nel dialetto Torlak (un dialetto intermediario col bulgaro che nacque piuttosto tardi, dopo che la maggior parte delle caratteristiche erano fissate nella lega linguistica).

## Caratteristiche

### Caratteristiche grammaticali

#### Sistema dei casi
Il numero dei casi è ridotto, molti casi sono stati rimpiazzati da preposizioni (il serbo non condivide questa caratteristica). 
Un sistema dei casi comune di una lingua balcanica è:
- nominativo
- accusativo
- dativo/genitivo (fusi insieme)
- vocativo

##### Sincretismo del caso genitivo e dativo
Nelle lingue balcaniche, la differenza fra il caso genitivo e il dativo (o le corrispondenti costruzioni con preposizioni) si è annullata. 
Esempio:
| Lingua   | Dativo                                                                            | Genitivo                                   |
| -------- | --------------------------------------------------------------------------------- | ------------------------------------------ |
| Italiano | Ho dato il libro a Maria.                                                         | È il libro di Maria.                       |
| Albanese | Ia dhashë librin Marisë.                                                          | Është libri i Marisë.                      |
| Bulgaro  | Дадох книгата на Мария (Dadoh knigata na Marija )                                 | Книгата е на Мария; (Knigata e na Marija ) |
| Rumeno   | I-am dat cartea Mariei.                                                           | Este cartea Mariei.                        |
| Macedone | I' ја дадов книгата на Марија.                                                    | Книгата е на Марија.                       |
| Greco    | Έδωσα το βιβλίο της Μαρίας. (genitivo) Έδωσα το βιβλίο στη(ν) Μαρία. (accusativo) | Είναι το βιβλίο της Μαρίας. (genitivo)     |

#### Tempi verbali

##### Formazione del futuro
Il tempo futuro viene formato analiticamente usando un verbo ausiliare od una particella con il significato intrinseco di "volere" (similmente all'inglese "will").
| Lingua   | Variante                  | Formazione                                  | Esempio: "Vedrò"      |
| -------- | ------------------------- | ------------------------------------------- | --------------------- |
| Albanese | (dialetto tosco)          | "do" (indeclinabile) + congiuntivo          | Do të shikoj          |
| Aromeno  |                           | "va" (indeclinabile) + congiuntivo          | Va s-ved              |
| Bulgaro  |                           | "ще" (indeclinabile) + presente             | Ще видя               |
| Greco    |                           | "θα" (indeclinabile) + congiuntivo presente | Θα βλέπω (durativo)   |
| Greco    |                           | "θα" (indeclinabile) + congiuntivo aoristo  | Θα (ί)δω (puntuale)   |
| Macedone |                           | "ќе" (indeclinabile) + presente             | Ќе видам              |
| Serbo    | (standard, letterario)    | "hteti" (coniugato) + infinito              | Ја ћу видети (видећу) |
| Serbo    | (colloquiale)             | "hteti" (coniugato) + congiuntivo           | Ја ћу да видим        |
| Rumeno   | (standard, letterario)    | "a voi" (coniugato) + infinito              | Voi vedea             |
| Rumeno   | (colloquiale)             | "o" (indeclinabile) + congiuntivo           | O să văd              |
| Rumeno   | (alternativa colloquiale) | "a avea" (coniugato) + congiuntivo          | Am să văd             |
| Rumeno   | (arcaico)                 | "va" (indeclinabile) + congiuntivo          | Va să văd             |

##### Formazione analitica del passato
Il tempo perfetto analitico viene formato nelle lingue balcaniche con il verbo "avere" come ausiliare, in modo simile al passato prossimo italiano. L'origine di questa caratteristica linguistica può essere latina. Comunque questo non succede nel bulgaro e nel serbo, dove il passato analitico viene formato con il verbo "essere" e il participio passato attivo: обещал (bulg.); обећао (serbo) - "che ha promesso" (participio passato attivo); 
съм (bulg.); сам (serbo) - "io sono"; 
обещал съм (bulg.); обећао сам (serbo) - "ho promesso" (alla lettera "Sono uno che ha promesso"), tempo passato.

##### Perdita dell'infinito
Il modo verbale infinito (comune in altre lingue imparentate ad alcune delle lingue balcaniche, come le lingue romanze e slave) viene generalmente sostituito da costruzioni con il modo congiuntivo.
- nel macedone e nel dialetto tosco dell'albanese, la perdita dell'infinito è completa
- nell'aromeno, greco[7], bulgaro e nei dialetti serbi meridionali è quasi del tutto completa
- nel dialetto ghego dell'albanese è tuttora usato e nel meglenoromeno viene usato solo in un numero limitato di espressioni
- nel rumeno standard, nel serbo e nel croato, l'infinito condivide molte delle sue funzioni con il congiuntivo
- il turco, così come parlato a Sliven e a Šumen ha quasi completamente perso l'infinito. Questa lingua turcica entra perciò a far parte della lega linguistica.

Per esempio, "Voglio scrivere" in varie lingue balcaniche:
| Lingua        | Esempio                  | Note                                                                                      |  |
| ------------- | ------------------------ | ----------------------------------------------------------------------------------------- |  |
| Albanese      | "Dua të shkruaj"         | (dialetto tosco)                                                                          |  |
| Macedone      | "Сакам да пишувам"       |                                                                                           |  |
| Bulgaro       | "Искам да пиша"          |                                                                                           |  |
| Greco moderno | "Θέλω να γράψω/να γράφω" | con distinzione aspettuale fra presente e aoristo.                                        |  |
| Rumeno        | "Vreau să scriu"         | in opposizione a "Vreau a scrie", che è corretto pur esso, ma di uso raro.                |  |
| Serbo         | "Želim da pišem"         | in opposizione alla forma più comune in croato: "Želim pisati", dove pisati è l'infinito. |  |
| Turco         | "isterim yazayım"        | nel turco standard in Turchia si usa "yazmak istiyorum" dove "yazmak" è l'infinito.       |  |

#### Costruzioni con il congiuntivo indipendente
Le frasi che includono solo una costruzione con il congiuntivo possono essere usate, come in alcuni casi dell'italiano, per esprimere un desiderio, un comando moderato, un'intenzione od un suggerimento.
Quest'esempio traduce nelle lingue balcaniche la frase "Vai via, dovresti andare", usando costruzioni col congiuntivo.
| Lingua         | Esempio     | Note                                                            |
| -------------- | ----------- | --------------------------------------------------------------- |
| Macedone       | Да одиш!    |                                                                 |
| Bulgaro        | Да отидеш!  |                                                                 |
| Serbo (torlak) | Da ideš!    |                                                                 |
| Albanese       | Të shkosh!  |                                                                 |
| Greco moderno  | Να πας!     |                                                                 |
| Romaní         | Te dža!     |                                                                 |
| Rumeno         | Să te duci! | in rumeno, il verbo "a se duce" (andare) è un verbo riflessivo. |
| Meglenoromeno  | S-ti duț!   | in rumeno, il verbo "a se duce" (andare) è un verbo riflessivo. |
| Aromeno        | S-ti duts!  | in rumeno, il verbo "a se duce" (andare) è un verbo riflessivo. |

#### Morfologia

##### Articolo posposto
Con l'eccezione del greco moderno, tutte le lingue della lega possiedono e usano l'articolo determinativo, ma viene attaccato alla fine del nome invece che davanti ad esso (in modo simile si comportano le lingue scandinave). Nessuna delle lingue a loro imparentate condivide questa caratteristica (le lingue romanze prepongono l'articolo al nome, e le lingue slave non conoscono in genere l'articolo) e si pensa che sia un'innovazione creata e diffusasi nei Balcani. 
Comunque, ogni lingua ha creato il proprio articolo determinativo partendo da particelle proprie e indipendenti dalle altre, così gli articoli rumeni sono imparentati agli articoli (e ai pronomi dimostrativi) dell'italiano, del francese, ecc..., mentre gli articoli bulgari sono imparentati con i pronomi dimostrativi delle altre lingue slave.
| Lingua       | Femminile      | Femminile    | Maschile       | Maschile     |
| Lingua       | senza articolo | con articolo | senza articolo | con articolo |
| ------------ | -------------- | ------------ | -------------- | ------------ |
| Albanese     | vajzë          | vajza        | mal            | mali         |
| Bulgaro      | жена           | жената       | мъж            | мъжът        |
| Macedone     | жена           | жената       | маж            | мажот        |
| Rumeno       | casă           | casa         | cer            | cerul        |
| Serbo torlak | жена           | жената       | муж            | мужот        |

##### Formazione dei numeri
I numeri tra dieci e venti vengono formati in maniera simile alle altre lingue slave, usando la preposizione "su, sopra", tipo "uno + su + dieci" per undici. Il greco moderno non adotta questo sistema.
| Lingua   | Numero "undici" | Composto                  |
| -------- | --------------- | ------------------------- |
| Albanese | "njëmbëdhjetë"  | një + mbë + dhjetë        |
| Bulgaro  | "единадесет"    | един + (н)а + десет       |
| Macedone | "единаесет"     | еде(и)н + (н)ае + (де)сет |
| Rumeno   | "unsprezece"    | un + spre + zece          |
| Serbo    | "jedanaest"     | jedan + (n)a + (d)es(e)t  |

In albanese, per i numeri compresi tra il 20 e 29 e anche per quelli compresi tra il 40 e 49, viene usato il sistema vigesimale: 20 in albanese si dice: "një-zet" dove "një" significa "uno" e "zet" significa "venti", quindi 40 si dice "dy-zet" dove "dy" significa "due". Si pensa sia un residuo di una lingua preindoeuropea, anche se non si hanno prove certe per verificarlo.

##### Pronomi clitici
Il complemento oggetto e il complemento di termine (caso accusativo e dativo) vengono rafforzati da un pronome clitico. Questo fenomeno si trova in rumeno, greco, bulgaro e albanese.
Per esempio, "Vedo Giorgio" nelle lingue balcaniche:
| Lingua   | Esempio                                     |
| -------- | ------------------------------------------- |
| Albanese | "E shikoj Gjergjin"                         |
| Bulgaro  | "Виждам го Георги." (si veda la nota sotto) |
| Macedone | "Го гледам Ѓорѓи."                          |
| Greco    | "Το(ν) βλέπω το(ν) Γιώργο"                  |
| Rumeno   | "Îl văd pe George."                         |

Nota: La forma standard nell'ordine dei costituenti standard (SVO) è senza il clitico: "Виждам Георги". Comunque, la forma con un pronome clitico addizionale è possibile nel parlato colloquiale: "Виждам го Георги." e il pronome clitico è obbligatorio nel caso che l'oggetto venga evidenziato con un cambiamento di ordine (esempio: ordine OSV), che serve anche come equivalente colloquiale comune di una costruzione passiva: "Георги го виждам."

##### Suffissi
Alcuni suffissi comuni possono essere rintracciati nell'area linguistica, come il suffisso diminutivo di origine slava "-ica" (IPA -/iʦa/, o -/ika/) che si trova in albanese, greco e rumeno.

### Vocabolario

#### Prestiti
Varie centinaia di parole sono in comune nella lega linguistica balcanica, l'origine della maggior parte di loro è o greca o turca, poiché dapprima l'Impero bizantino e in seguito l'Impero ottomano hanno dominato e fortemente influenzato la cultura e l'economia di questa regione.
L'albanese, il rumeno e il bulgaro inoltre condividono un buon numero di parole di varia origine:
| Origine        | Parola originale | Significato | Albanese    | Bulgaro         | Greco           | Rumeno       | Macedone        |
| -------------- | ---------------- | ----------- | ----------- | --------------- | --------------- | ------------ | --------------- |
| Latino         | mēnsa            | tavolo      | mësallë     | маса (masa)     | μίνσα           | masă         | маса            |
| Traco/illirico | *magar           | asino       | magar/gomar | магаре (magare) | γομάρι (gomári) | măgar/gomar³ | магаре          |
| Slavo          | levada           | pascolo     | livadh      | ливада (livada) | λιβάδι¹         | livadă       | ливада          |
| Greco          | (δι)δάσκαλος     | maestro     | dhaskal     | даскал (daskal) | δάσκαλος        | dascăl       | daskal          |
| Greco          | ἡγούμενος        | priore      | -           | игумен (igumen) | ηγούμενος       | egumen       | -               |
| Turco          | kutu             | scatola     | kuti        | кутия (kutija)  | κουτί²          | cutie        | кутија (kutija) |
| Turco          | asker            | soldato     | ushtar      | аскер (asker)   | ασκέρι³         | ascher       | -               |

¹: Il greco moderno <λιβάδι> ‘prateria, prato, pascolo’ proviene dall'ellenistico <λιβάδιον> ‘terreno ricco d'acqua’, il diminutivo dell'antico <λιβάς> ‘fonte, sorgente’.
²: Il greco moderno <κουτί> ‘scatola’ proviene dall'ellenistico <κουτίον> e <κυτίον>, diminutivi dell'antico <κύτος> ‘contenitore cavo’.
³: Dialettale.

#### Calchi
A parte i prestiti diretti, ci sono anche molti calchi che sono passati da una lingua balcanica all'altra, la maggior parte dei quali tra l'albanese, il bulgaro, il greco e il rumeno. 
Per esempio, l'augurio per il compleanno viene dato usando il costrutto «per molti anni», che può derivare dall'espressione latina ad multos annos e si trova in rumeno la mulți ani, albanese për shumë mot, bulgaro за много години, macedone за многу години e greco και χρόνια πολλά. Oppure l'espressione «rimase senza parole» viene espressa come «rimase senza bocca» e si trova in greco έμεινε  χωρίς στώμα émine khōrìs stōma, albanese mbeti pa gojë, bulgaro останъл без уста e rumeno rămase fără gură.

### Fonetica
Una caratteristica comune delle lingue balcaniche è l'uso del fonema chiamato scevà IPA /ə/ (ë in albanese; ъ in bulgaro; ă in rumeno;). In rumeno e albanese, lo scevà viene ottenuto attraverso un cambiamento fonetico dalla /a/ atona, in bulgaro una continuazione di un precedente scevà a sua volta da una /u/ breve o dell'antica nasale /õ/. Un altro cambiamento fonetico, che si trova in queste due lingue è la trasformazione della /o/ atona in /u/.
Per esempio la parola latina per «camicia», camisia, subisce cambiamenti fonetici simili in rumeno e in albanese: rumeno cămașă /kə.ma.ʃə/, albanese këmishë /kə.mi.ʃə/.